# 2-氯烟酸
2-氯烟酸是一种有机化合物，化学式为C6H4ClNO2，它可以以正交晶系Pna21空间群结晶。
它和氯化亚砜在110 °C反应，可以得到2-氯烟酰氯。它在银(I)盐的催化下，于120 °C 二甲基亚砜/重水中可以选择性的脱羧氘化，得到3-氘代-2-氯吡啶。